# Justin Tanner Petersen
Justin Tanner Petersen (ur. 24 lipca 1960 w Waszyngtonie, zm. 13 marca 2010 w West Hollywood, Kalifornia) – amerykański haker, inżynier dźwięku, prywatny detektyw oraz informator Federalnego Biura Śledczego. W czasie gdy pomagał FBI łapać innych hakerów i osoby poszukiwane przez Biuro, sam nie zaprzestał kryminalnej działalności.

## Życiorys
Justin Petersen urodził się w 24 lipca 1960 roku w Waszyngtonie. Swoją przygodę z komputerami rozpoczął w wieku 20 lat, kiedy dostał swój pierwszy komputer. W 1984 roku przeprowadził się do Los Angeles. Od tego czasu Petersen ukrywał się pod nazwiskiem Eric Heinz i korzystał z pseudonimu Agent Steal.
Pięć lat później włamał się do komputerów kalifornijskiego oddziału Pacific Bell (największej w tym czasie firmy telekomunikacyjnej na Zachodnim Wybrzeżu Stanów Zjednoczonych). W tym czasie ściśle współpracował z dwoma innymi znanymi hakerami, Ronaldem Austinem i Kevinem Poulsenem. Swój nielegalny dostęp wykorzystywali między innymi do zakłócania linii telefonicznych różnych rozgłośni radiowych. Blokując pozostałe telefony zapewniali sobie zwycięstwo w licznych konkursach polegających najczęściej na dodzwonieniu się do danej rozgłośni jako określona z kolei osoba np. dla stacji 101 FM należało dodzwonić się jako 101. osoba. Hakerzy przekierowywali wszystkie telefony na swój prywatny telefon. Jeśli konkurs nie był rozgrywany to rozmowy były przekierowywane do rozgłośni. Jeśli trwały zawody to w odpowiednim momencie wszystkie telefony z zewnątrz były przekierowywane na telefon kontrolowany przez hakerów, który był stale zajęty, a oni sami dzwonili do radia z kilku aparatów telefonicznych jednocześnie. W ten sposób wygrali m.in. 50 000 dolarów w gotówce, kilka wycieczek na Hawaje i dwa samochody marki Porsche.
Kiedy Petersen zorientował się, że jest poszukiwany przez FBI uciekł do Teksasu, gdzie włamał się do Consumer Reporting Agency (amerykańskiego odpowiednika Biura Informacji Gospodarczej) i wykorzystał znalezione tam dane osób trzecich do złożenia wniosków o karty kredytowe, którymi dysponował później według własnego uznania.
Petersen został aresztowany w Teksasie w 1991 roku. W oświadczeniu złożonym FBI Petersen przyznał się do fizycznej i elektronicznej ingerencji w węzły telekomunikacyjne, włamania się do głównego rejestru Pacific Bell (COSMOS) oraz innych systemów komputerowych w celu sprawdzania numerów i lokalizacji telefonów oraz węzłów telekomunikacyjnych. Ława przysięgłych oskarżyła hakera o kradzież cudzej tożsamości, dostęp do komputera bez należytych autoryzacji, posiadanie fałszywych dowodów osobistych oraz posiadanie i wykorzystywanie kradzionych kart kredytowych. Petersenowi postawiono także kilka zarzutów związanych z bezpieczeństwem narodowym w tym posiadanie dokumentacji podsłuchów osób, które były obserwowane przez Urząd Stanów Zjednoczonych. Na mocy ugody z FBI bądź Secret Service o nieznanej dokładnie treści wszystkie zarzuty zostały oddalone.
Sprawa została ostatecznie przeniesiona do Kalifornii. Petersen przyznał się do 6 zarzutów, w tym nielegalnej wygranej w konkursie radiowym. Miał otrzymać karę 40 lat pozbawienia wolności oraz konieczność zapłaty grzywny w wysokości półtora miliona dolarów. Wykonanie wyroku było jednak kilkakrotnie przekładane, aż w końcu Petersen został informatorem FBI, który pracował przez ponad 2 lata. Twierdził, że FBI wypłacało mu comiesięczną pensję 600 dolarów, opłacało jego mieszkanie, komputer i wszystkie wydatki, które miały pomóc mu w dostarczeniu materiałów obciążających innych hakerów w tym Mitnicka i Poulsena.
18 października 1993 roku, 15 miesięcy po pierwszym skazaniu Petersen został ponownie wezwany przed oblicze sądu. Według Littmana w znacznym stopniu przyczynił się do tego jego dawny wspólnik Ronald Austin, który przygotował dla FBI ponad pięćdziesięciostronicową dokumentację przestępstw popełnianych przez Agenta Steala. Miałby to być akt zemsty na Ericu Heinzie, który był głównym informatorem FBI w sprawie Austina i Poulsena. Petersen w obecności agentów federalnych został zapytany przez sąd o to, czy popełniał kolejne przestępstwa, będąc na wolności. Justin poprosił o możliwość konsultacji ze swoim adwokatem. Sędzia udzielił zgody. Po chwili rozmowy Petersen, niezatrzymywany, uciekł z budynku sądu.
Później Petersen zadeklarował, że FBI zabroniło mu wykonywać pracę związaną z użytkowaniem komputerów. Biorąc pod uwagę jego niepełnosprawność (w wypadku motocyklowym w 1985 roku stracił nogę, od tego czasu używał protezy) oraz bariery jakie były mu stawiane przez Federalne Biuro Śledcze, Petersen twierdził, że musiał wrócić do hakowania, jako że nie był zdolny do wykonywania żadnej innej pracy.
Będąc uciekinierem Petersen włamał się na serwery instytucji finansowej Heller Financial. Nieznany wspólnik w ramach dywersji zadzwonił wtedy do siedziby banku informując o podłożeniu dwóch bomb. W czasie ewakuacji budynku Petersen dokonał próby transferu bardzo dużej ilości gotówki (siedmiocyfrowa kwota) z Heller Financial na konto zewnętrzne, które miał w swoim posiadaniu. Próba kradzieży została udaremniona przez pracowników banku, którzy zorientowali się w nieprawidłowościach.
W listopadzie 1995 roku Petersen został skazany na 41 miesięcy więzienia i 3 lata nadzoru oraz grzywnę w wysokości 40 tysięcy dolarów.

### Śmierć
13 marca 2010 roku Petersena znaleziono martwego w jego mieszkaniu w West Hollywood. Prawdopodobną przyczyną śmierci było przedawkowanie narkotyków.